# Arbieto
Arbieto ist eine Kleinstadt im Departamento Cochabamba im südamerikanischen Anden-Staat Bolivien.

## Lage im Nahraum
Arbieto ist der zentrale Ort des Municipios Arbieto in der Provinz Esteban Arce auf der 490 km² großen fruchtbaren Hochebene des Valle Alto. Die Ortschaft liegt auf einer Höhe von 2722 m etwa drei Kilometer südlich des Stausees La Angostura.

## Geographie
Arbieto liegt im Übergangsbereich zwischen der Anden-Gebirgskette der Cordillera Central und dem bolivianischen Tiefland.
Die mittlere Durchschnittstemperatur der Region liegt bei etwa 18 °C (siehe Klimadiagramm Cochabamba) und schwankt nur unwesentlich zwischen 14 °C im Juni/Juli und 20 °C im Oktober/November. Der Jahresniederschlag beträgt nur rund 450 mm, bei einer ausgeprägten Trockenzeit von Mai bis September mit Monatsniederschlägen unter 10 mm und einer Feuchtezeit von Dezember bis Februar mit 90 bis 120 mm Monatsniederschlag.

## Verkehrsnetz
Arbieto liegt in einer Entfernung von 39 Straßenkilometern südöstlich von Cochabamba, der Hauptstadt des gleichnamigen Departamentos.
Von Cochabamba aus führt die asphaltierte Nationalstraße Ruta 7 in südöstlicher Richtung 18 Kilometer bis zum Staudamm von La Angostura, von dort eine Landstraße weitere 18 Kilometer nach Süden bis Tarata. Von Tarata aus sind es noch einmal drei Kilometer Landstraße in nördlicher Richtung bis Arbieto.

## Bevölkerung
Die Einwohnerzahl der Ortschaft ist in den vergangenen beiden Jahrzehnten auf ein Mehrfaches angestiegen:
| Jahr | Einwohner | Quelle       |
| ---- | --------- | ------------ |
| 1992 | 970       | Volkszählung |
| 2001 | 1347      | Volkszählung |
| 2012 | 5335      | Volkszählung |
| 2024 |           | Volkszählung |

Die Region weist einen hohen Anteil an Quechua-Bevölkerung auf, im Municipio Arbieto sprechen 92,4 Prozent der Bevölkerung Quechua.